# Olimpiada szachowa 1982
| Olimpiada szachowa Lucerna 1982 |
|                                 |
| 1980 1984                       |

Olimpiada szachowa 1982 (zarówno w konkurencji kobiet, jak i mężczyzn) rozegrana została w Lucernie w dniach 30 października–16 listopada 1982 r.

## 25. olimpiada szachowa mężczyzn
Wyniki końcowe (92 drużyny, system szwajcarski, 14 rund).
| Miejsce | Kraj              | Punkty |
| ------- | ----------------- | ------ |
| 1       | ZSRR              | 42½    |
| 2       | Czechosłowacja    | 36     |
| 3       | Stany Zjednoczone | 35½    |
| 4       | Jugosławia        | 35     |
| 5       | Węgry             | 33½    |
| 6       | Bułgaria          | 33½    |
| 7       | Polska            | 33     |
| 8       | Dania             | 32½    |
| 9       | Kuba              | 32½    |
| 10      | Anglia            | 32     |
| 11      | Argentyna         | 32     |
| 12      | Rumunia           | 32     |
| 13      | Izrael            | 32     |
| 14      | Austria           | 32     |
| 15      | RFN               | 31½    |
| 16      | Szwecja           | 31½    |

| Miejsce | Kraj            | Punkty |
| ------- | --------------- | ------ |
| 17      | Holandia        | 31½    |
| 18      | Kanada          | 31½    |
| 19      | Filipiny        | 31½    |
| 20      | Kolumbia        | 31½    |
| 21      | Chile           | 31     |
| 22      | Australia       | 30½    |
| 23      | Islandia        | 30½    |
| 24      | Norwegia        | 30½    |
| 25      | Finlandia       | 30½    |
| 26      | Szwajcaria (I)  | 30     |
| 27      | Indonezja       | 30     |
| 28      | Hiszpania       | 30     |
| 29      | Francja         | 30     |
| 30      | Walia           | 30     |
| 31      | Irlandia        | 30     |
| –       | Szwajcaria (II) | 30     |

| Miejsce | Medaliści + skład reprezentacji Polski                                                                |
| ------- | --- |
| 1       | Anatolij Karpow, Garri Kasparow, Lew Poługajewski, Ołeksandr Bielawski, Michaił Tal, Artur Jusupow    |
| 2       | Vlastimil Hort, Jan Smejkal, Ľubomír Ftáčnik, Vlastimil Jansa, Ján Plachetka, Jan Ambrož              |
| 3       | Walter Browne, Yasser Seirawan, Lew Alburt, Lubomir Kavalek, James Tarjan, Larry Christiansen         |
|         | Aleksander Sznapik, Włodzimierz Schmidt, Adam Kuligowski, Jan Adamski, Jacek Bielczyk, Artur Sygulski |

## 10. olimpiada szachowa kobiet
Wyniki końcowe (45 drużyn, system szwajcarski, 14 rund).
| Miejsce | Kraj       | Punkty |
| ------- | ---------- | ------ |
| 1       | ZSRR       | 33     |
| 2       | Rumunia    | 30     |
| 3       | Węgry      | 26     |
| 4       | Polska     | 25½    |
| 5       | Chiny      | 24½    |
| 6       | RFN        | 24½    |
| 7       | Szwecja    | 24     |
| 8       | Holandia   | 23½    |
| 9       | Indie      | 23½    |
| 10      | Hiszpania  | 23     |
| 11      | Anglia     | 23     |
| 12      | Jugosławia | 23     |

| Miejsce | Kraj              | Punkty |
| ------- | ----------------- | ------ |
| 13      | Francja           | 23     |
| 14      | Bułgaria          | 22½    |
| 15      | Kolumbia          | 22½    |
| 16      | Brazylia          | 22½    |
| 17      | Stany Zjednoczone | 22     |
| 18      | Włochy            | 22     |
| 19      | Kanada            | 22     |
| 20      | Mongolia          | 22     |
| 21      | Australia         | 22     |
| 22      | Grecja            | 22     |
| 23      | Argentyna         | 21½    |
| 24      | Indonezja         | 21½    |

| Miejsce | Medalistki + skład reprezentacji Polski                                               |
| ------- | ------------------------------------------------------------------------------------- |
| 1       | Maja Cziburdanidze, Nana Aleksandria, Nona Gaprindaszwili, Nana Ioseliani             |
| 2       | Margareta Mureșan, Marina Pogorevici, Daniela Terescenco-Nuțu, Elisabeta Polihroniade |
| 3       | Zsuzsa Verőci-Petronić, Mária Ivánka, Mária Porubszky, Tünde Csonkics                 |
|         | Hanna Ereńska-Radzewska, Agnieszka Brustman, Małgorzata Wiese, Grażyna Szmacińska     |